# 彰化璞園柏力力籃球隊
彰化璞園柏力力（英語：Changhua Pauian BLL）是臺灣籃球隊，以彰化縣作為球隊所在地，2022年7月接手桃園璞園建築超級籃球聯賽兩個賽季參賽權利，2024年12月璞園建築冠名贊助球隊。

## 歷史
2022年7月11日，桃園璞園建築宣布將超級籃球聯賽兩個賽季參賽權利出借給彰化縣籃球委員會，彰化縣籃球委員會尋求在地企業合作與冠名，並接手桃園璞園建築9名球員合約。7月15日，公布隊名為「彰化柏力力籃球隊」。8月28日，彰化柏力力在BE HEROES籃球經典賽進行首次公開比賽，由劉君儀暫代兵符。9月跨聯盟籃球邀請賽由吳俊雄接掌兵符。10月28日，彰化柏力力舉行成軍記者會。2024年12月17日，璞園建築冠名贊助球隊，球隊更名為「彰化璞園柏力力籃球隊」。

## 歷年戰績
以下列出球隊過去在超級籃球聯賽的戰績。
| 聯盟總冠軍 | 晉級季後賽 |

| 賽季 | 聯盟 | 例行賽 | 例行賽 | 例行賽 | 例行賽 | 例行賽 | 季後賽 |
| 賽季 | 聯盟 | 名次   | 已賽   | 勝場   | 敗場   | 勝率   | 季後賽 |
| ---- | ---- | ------ | ------ | ------ | ------ | ------ | ------ |
| 2023 | SBL  | 4 / 4  | 30     | 11     | 19     | .367   |        |
| 2024 | SBL  | 4 / 4  | 30     | 9      | 21     | .300   |        |
| 2025 | SBL  | 4 / 4  | 30     | 12     | 18     | .400   |        |

## 外部連結
- 彰化璞園柏力力籃球隊的Facebook專頁
- 彰化璞園柏力力籃球隊的Instagram帳戶
- YouTube上的彰化璞園柏力力籃球隊頻道